# استانبول ظالم
استانبول ظالم (به ترکی استانبولی: Zalim İstanbul) یک سریال درام و اجتماعی ساخت کشور ترکیه است که در تاریخ ۱ اوریل ۲۰۱۹ توسط شرکت افشار فیلم ساخته شد این فیلم ماجرای دو خانواده ای را در یک خانه روایت می کند که با چالش هایی روبه رو هستند. سریال استانبول ظالم در ایران از اوایل سال ۲۰۲۰ با دوبله فارسی در شبکه ی جمtv پخش شد.  

## واکنش از سوی بینندگان در ترکیه
در یک قسمت از این سریال که ماجرای بکارت را به وسط می کشد  بدلیل وضعیت سنتی بکارت و عفاف در ترکیه این سریال سر وصدای زیادی را به پا می کند.